# Nomi (Išikawa)
Nomi (japonsky: 能美), je japonské město v prefektuře Išikawa. V roce 2005, kdy fakticky vzniklo sloučením tří menších aglomerací, zde žilo zhruba 48 000 obyvatel. Celková rozloha města činí 80,85 km2, hustota obyvatelstva dosahuje 570 osob na čtvereční kilometr.

## Osobnosti
Mezi slavné obyvatele patří například světový rekordman v chůzi na 20 km Júsuke Suzuki.